# Манвел (Техас)
Манвел (англ. Manvel) — місто (англ. city) в США, в окрузі Бразорія штату Техас. Населення — 9992 особи (2020).

## Географія
Манвел розташований за координатами 29°28′53″ пн. ш. 95°21′41″ зх. д. / 29.48139° пн. ш. 95.36139° зх. д. (29.481461, -95.361402).  За даними Бюро перепису населення США в 2010 році місто мало площу 60,96 км², з яких 60,89 км² — суходіл та 0,07 км² — водойми. В 2017 році площа становила 66,22 км², з яких 66,05 км² — суходіл та 0,18 км² — водойми.

## Демографія
Згідно з переписом 2010 року, у місті мешкало 5179 осіб у 1846 домогосподарствах у складі 1419 родин. Густота населення становила 85 осіб/км².  Було 1983 помешкання (33/км²).
Расовий склад населення:
| - 66,5 % — білих - 17,0 % — чорних або афроамериканців - 5,2 % — азіатів - 0,5 % — корінних американців - 0,1 % — вихідців з тихоокеанських островів - 8,4 % — осіб інших рас |

До двох чи більше рас належало 2,3 %. Частка іспаномовних становила 22,6 % від усіх жителів.
За віковим діапазоном населення розподілялося таким чином: 26,5 % — особи молодші 18 років, 63,9 % — особи у віці 18—64 років, 9,6 % — особи у віці 65 років та старші. Медіана віку мешканця становила 36,6 року. На 100 осіб жіночої статі у місті припадало 100,5 чоловіків;  на 100 жінок у віці від 18 років та старших — 97,6 чоловіків також старших 18 років.
Середній дохід на одне домашнє господарство  становив 96 632 долари США (медіана — 82 235), а середній дохід на одну сім'ю — 103 462 долари (медіана — 81 713). За межею бідності перебувало 10,0 % осіб, у тому числі 7,6 % дітей у віці до 18 років та 9,9 % осіб у віці 65 років та старших.
Цивільне працевлаштоване населення становило 3410 осіб. Основні галузі зайнятості: освіта, охорона здоров'я та соціальна допомога — 35,4 %, мистецтво, розваги та відпочинок — 13,1 %, науковці, спеціалісти, менеджери — 10,4 %.